# Léon-Lucien Goupil

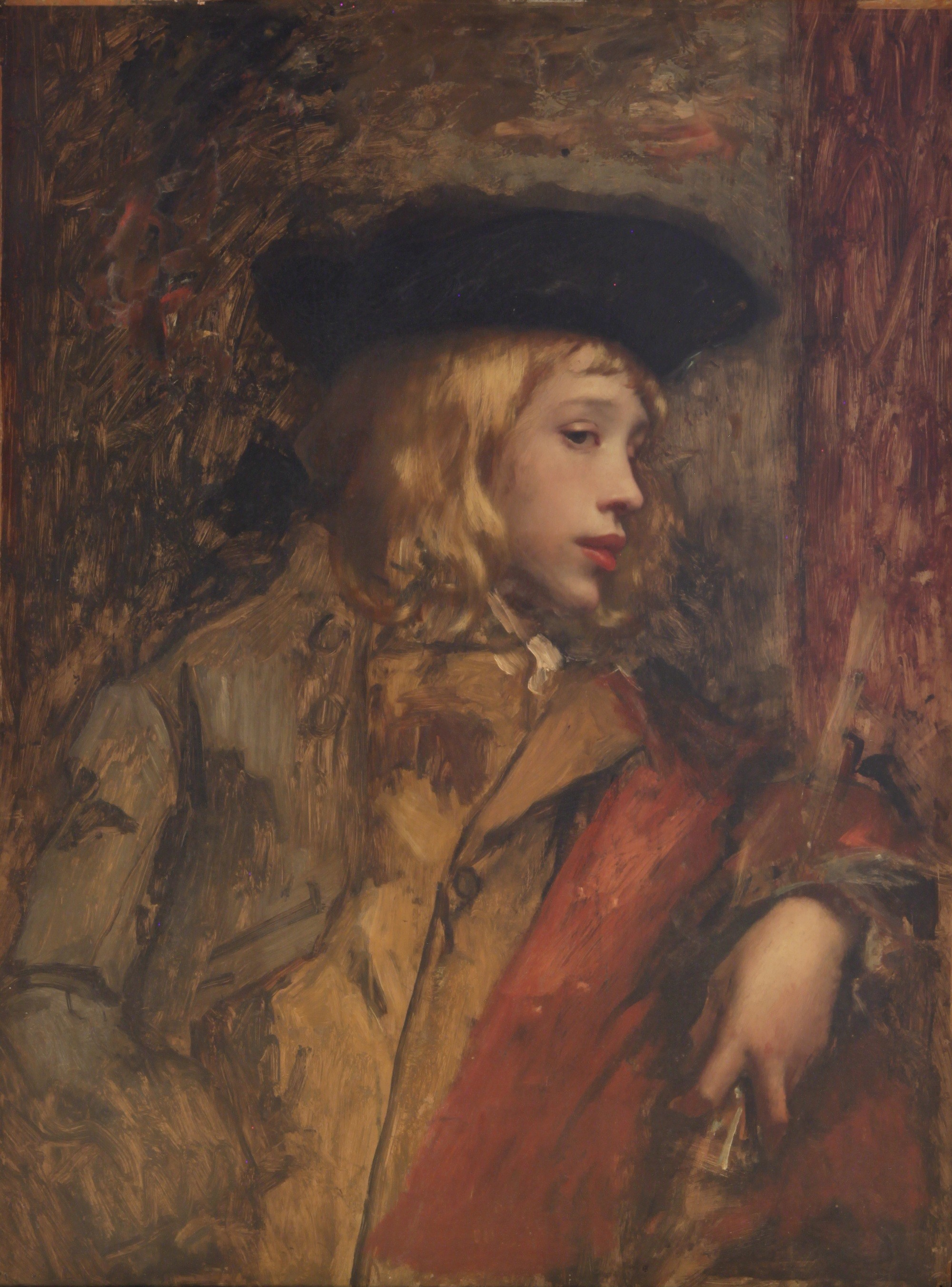
Retrato, de Léon-Lucien Goupil.

Léon-Lucien Goupil (1834 París, Francia - 1890) fue un pintor de escenas de historia y religiosas, retratos, escenas de género y paisajes. 
Su mentor en la Escuela de Bellas Artes en París fue Ary Scheffer.
Expuso en el Salón de París desde 1850.